# Comuna Cazangic, Leova
Comuna Cazangic este o comună din raionul Leova, Republica Moldova. Este formată din satele Cazangic (sat-reședință), Frumușica și Seliște.

## Demografie
Conform datelor recensământului din 2014, comuna are o populație de 1.660 de locuitori. La recensământul din 2004 erau 1.461 de locuitori.

## Administrație și politică
Componența Consiliului local Cazangic (9 consilieri), ales la 5 noiembrie 2023, este următoarea:
|  | Partid                                            | Consilieri | Componență | Componență | Componență |
|  | ------------------------------------------------- | ---------- | ---------- | ---------- | ---------- |
|  | Alianța Liberalilor și Democraților pentru Europa | 3          |            |            |            |
|  | Partidul Acțiune și Solidaritate                  | 3          |            |            |            |
|  | Liga Orașelor și Comunelor                        | 2          |            |            |            |
|  | Partidul Social Democrat European                 | 1          |            |            |            |